# Tú tháp dã sử
Tú tháp dã sử (tiếng Trung: 繡榻野史, tạm dịch Chuyện chiếc giường thêu), dịch sang tiếng Anh thành The Embroidered Couch, là tiểu thuyết khiêu dâm do nhà viết kịch Lã Thiên Thành (呂天成) sáng tác vào cuối thời Minh dưới nhiều bút danh khác nhau. Đây là một trong những cuốn tiểu thuyết khiêu dâm lâu đời nhất của Trung Quốc, Tú tháp dã sử được xuất bản lần đầu cùng thời với Kim Bình Mai. Tác phẩm này liên tục bị cấm đoán hoặc bị kiểm duyệt kể từ đó, đặc biệt là dưới thời Thanh. Giới phê bình văn học đã chú ý đến sự tục tĩu và những mô tả sống động về tình dục trong truyện. Bản dịch tiếng Anh hoàn chỉnh của Hồ Linh Nghi được xuất bản năm 2001.

## Cốt truyện
Nhân vật nam chính của Tú tháp dã sử bắt đầu vào năm 1594, là vị tú tài ba mươi tuổi Diêu Đồng Tâm (姚同心), còn gọi là Đông Môn sinh (東門生), có lẽ là ám chỉ đến quê quán (một phần của Dương Châu được gọi là "Đông Môn "). Từng có lối sống trụy lạc khi còn trẻ, giờ đây sức chịu đựng của anh chàng tương đối kém, và do vậy khó mà thỏa mãn tình dục vợ mình là Kim thị (金氏). Sau khi bị bạn bè chế giễu và thuốc thang không mấy hiệu quả, thay vào đó, anh ta cố dàn xếp để vợ mình quan hệ tình dục với gã tình nhân song tính tên gọi Triệu Đại Lý (趙大里).
Triệu Đại Lý không làm hài lòng Kim thị trong lần thử làm tình đầu tiên của họ; anh ta trở lại vào đêm hôm sau với thuốc kích dục, dù Kim thị bị rách âm đạo và sa trực tràng trong một cuộc thác loạn điên cuồng liên quan đến mình, gã họ Triệu và hai cô hầu gái. Để trả thù, Kim thị sắp xếp cho người mẹ góa bụa của Triệu là Ma thị (麻氏), đến sống với Đông Môn sinh và chính cô ấy khi gã họ Triệu bận việc. Trong lúc say xỉn, Ma thị bị Kim thị dụ dỗ thông dâm với Đông Môn sinh, kẻ giả vờ làm em họ của Kim thị; Ma thị, Đông Môn sinh và Kim thị sớm nhận ra mình đang vướng bận vào trong mối tình tay ba. Thế nhưng, Kim thị về sau này trở nên ghen tị với người phụ nữ lớn tuổi hơn ngay khi gã họ Triệu quay trở lại. Mặc dù bốn người bọn họ đồng ý sống chung dưới một mái nhà, nhưng họ đã bỏ nhà lên núi ở sau khi hàng xóm biết được chuyện đa thê của mình.
Đông Môn sinh có hai con trai với Ma thị nhưng nàng ấy mất trong vòng ba năm; Kim thị và gã họ Triệu cũng chết ngay sau đó do những biến chứng phát sinh từ quan hệ tình dục. Nằm mơ thấy ba người tình đã khuất của mình đầu thai làm súc sinh, Đông Môn sinh giao lại con của mình cho cô hầu gái Tiểu Kiều (小嬌) rồi xuất gia đi tu.

## Tác giả và ấn bản

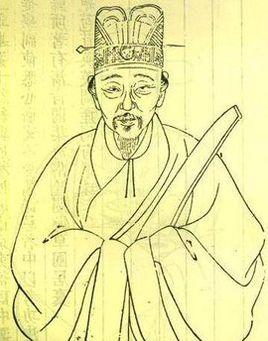
Tác giả Lã Thiên Thành

Tú tháp dã sử được viết bằng bạch thoại (chịu ảnh hưởng từ tiếng Ngô vì câu chuyện lấy bối cảnh ở Dương Châu) vào cuối thời Minh năm 1597 của nhà viết kịch Lã Thiên Thành (呂天成) dưới nhiều bút danh khác nhau như Tình điên chủ nhân (情癲主人) và Tuý miên các hàm hàm tử (醉眠閣憨憨子) trong khoảng thời gian Thang Hiển Tổ vừa hoàn thành Mẫu đơn đình. Vào thời điểm viết bài này, tác giả mới 17 tuổi. Bản thảo gốc có 237 trang đều được chia thành bốn quyển (卷). Trong lời nói đầu của cuốn tiểu thuyết, Lã Thiên Thành có viết một lời "biện minh" như sau: "Tôi muốn ngăn chặn cả thế giới khỏi tình trạng tình dục quá độ, nhưng vì nó đã đi quá xa theo hướng đó, sẽ không ai chịu nghe lời khuyên của tôi. Nếu tôi chỉ cho họ những gì kết quả có thể đến từ đó, và dẫn dắt họ dần dần đi đúng hướng, mọi người có thể được cứu rỗi".
Tú tháp dã sử được xuất bản vào khoảng năm 1600, cùng thời với Kim Bình Mai. Xuyên suốt nhiều thế kỷ sau khi được xuất bản, dưới thời Thanh, Tú tháp dã sử liên tục được đưa vào danh sách "cấm thư" (禁書) của quan lại trung ương và địa phương. Đồng thời, nó "vẫn được lưu hành, mặc dù lén lút chịu sự kiểm duyệt gắt gao, và được các nhà sưu tập tư nhân cũng như nhiều thư viện khác nhau, bao gồm cả những thư viện ở Nhật Bản ra sức tìm kiếm". Nổi danh là "bản dịch tiếng Anh đầu tiên của cuốn tiểu thuyết khiêu dâm được xuất bản ở Trung Quốc vào thế kỷ 17", The Embroidered Couch: An Erotic Novel of China của Hồ Linh Nghi do Arsenal Pulp Press xuất bản vào cuối năm 2001.

## Ý nghĩa văn học
Tú tháp dã sử là loại "tiểu thuyết khiêu dâm hiện thực", tương tự như Kim Bình Mai cũng được xuất bản vào cuối thời Minh; Theo lời Wilt L. Idema, Tú tháp dã sử "rất có thể là tiểu thuyết khiêu dâm bạch thoại sớm nhất của Trung Quốc", trong lúc Ka F. Wong lưu ý rằng cuốn này "được cho là chỉ có Kim Bình Mai và Lãng sử (浪史)  được xuất bản trước đó... mặc dù thứ tự của ba tác phẩm này vẫn còn tranh cãi". Theo lời Wong, Tú tháp dã sử "có số phận thường được so sánh với Kim Bình Mai", dù ông thấy đó là một sự so sánh không công bằng vì Kim Bình Mai chủ yếu là một tác phẩm châm biếm xã hội, với những cảnh làm tình chỉ là một phần nhỏ của cốt truyện. Mặt khác, Tú tháp dã sử "có vẻ như không quá nghiêm túc" và "thích chế giễu" Kim Bình Mai; ví dụ, nhân vật nam chính trong Tú tháp dã sử tên gọi Đông Môn sinh là "hình ảnh trái ngược"—về kích thước bộ phận sinh dục và khả năng kéo dài quan hệ tình dục—của "kẻ lăng nhăng chứng nào tật nấy" Tây Môn Khánh trong Kim Bình Mai.
Wong cũng lập luận rằng với tư cách "bản thân là một biểu tượng tình dục, Tú tháp dã sử thường được sử dụng để ám chỉ đến nghệ thuật kích dục và cốt truyện được sao chép nhiều lần." Truyện ngắn Tưởng Hưng Ca trùng hội trân châu sam (蔣興哥重會珍珠衫) hay Tưởng Hưng Ca gặp lại chiếc áo thêu ngọc trai của Phùng Mộng Long có một cảnh gợi nhớ đến việc Kim thị dụ dỗ Ma thị. Cùng với Như ý quân truyện (如意君傳) và Si bà tử truyện (癡婆子傳), Tú tháp dã sử là một trong ba cuốn tiểu thuyết khiêu dâm được nhắc đến trong Nhục bồ đoàn nghi là do văn nhân thời Thanh Lý Ngư viết nên. Tiểu thuyết khiêu dâm giữa thế kỷ 18 Di tình trận (怡情陣) "về cơ bản là một bản sao" của Tú tháp dã sử.

## Đón nhận
Kể từ khi ấn hành, Tú tháp dã sử đã trở thành chủ đề gây tai tiếng. Viết trong lời tựa của một ấn bản Tú tháp dã sử năm 1608, Ngũ Lăng Hào Trưởng (五陵豪長) đã chỉ trích cuốn sách này là "dâm truyện" (淫傳). Nhà phê bình đầu thời Thanh Lưu Đình Ki (劉廷璣) công kích cuốn tiểu thuyết này là "liều thuốc độc hại", trong khi Trương Dự (張譽), viết nửa thập kỷ trước đó, đem nó ra so sánh với "những lão già đê tiện và đám gái điếm thô thiển".
Tương tự như vậy, phần phê bình thời hiện đại thường chỉ tập trung vào sự tục tĩu của cuốn tiểu thuyết. Yiheng Zhao mô tả cuốn này là một trong những "tiểu thuyết thô bỉ nhất cuối thời Minh còn tồn tại" trong khi Bret Hinsch viết rằng cuốn này có "nội dung khiêu dâm ghê tởm" và "cực kỳ lố bịch". Không mấy thiện cảm khi đem so sánh với các tác phẩm "cao cấp hơn" như Kim Bình Mai và Nhục bồ đoàn, John Minford nhận định qua loa rằng Tú tháp dã sử là một cuốn tiểu thuyết "thô thiển". Giovanni Vitiello gọi đây là "cuốn tiểu thuyết đại diện cho thể loại mà cốt truyện chỉ đóng vai trò là khung sườn cho một loạt những lời mô tả đầy tục tĩu". Tương tự, Jie Guo lập luận rằng trong tiểu thuyết, "tình dục thường được ưu tiên hơn là xây dựng cốt truyện hay mô tả nhân vật", dù ông thừa nhận rằng các tình tiết tình dục trong Tú tháp dã sử liên kết với nhau để tạo ra một câu chuyện mạch lạc. Mô tả cuốn tiểu thuyết này là "một tác phẩm có tính sáng tạo cao", Ka F. Wong đã nêu bật tính độc đáo trong cốt truyện cũng như cách miêu tả tình dục của tác giả "theo mọi cách có thể tin được cũng như khó tin". Dịch giả Hồ Linh Nghi nhận thấy Tú tháp dã sử là "một cuốn sách rất hài hước" và "tỏ ra yêu thích các nhân vật trong truyện".

### Trích dẫn
1. ↑  Vitiello 1994, tr. 21.
2. ↑  Wu & Stevenson 2011, tr. 474.
3. 1 2  Hanan 1988, tr. 123.
4. ↑  Mair 2010, tr. 665.
5. ↑  Fang 2013, tr. 87.
6. ↑  Yao 2018, tr. 44.
7. 1 2 3  Hinsch 2021, tr. 86.
8. 1 2  Wong 2007, tr. 292.
9. 1 2 3 4 5 6 7 8  Wong 2007, tr. 293.
10. 1 2 3 4  Huang 2020, tr. 151.
11. 1 2 3 4  Wong 2007, tr. 295.
12. ↑  Wong 2007, tr. 314.
13. ↑  Wong 2007, tr. 294.
14. ↑  Wong 2007, tr. 291.
15. 1 2  Idema 2003, tr. 128.
16. 1 2 3 4  Wong 2007, tr. 285.
17. 1 2  Zhao 2020, tr. 91.
18. ↑  McMahon 1987, tr. 223.
19. 1 2  Wong 2007, tr. 286.
20. ↑  Lü 2013, tr. 1.
21. 1 2  Conlogue, Ray (20 tháng 10 năm 2001). “Rough translation: very rude”. The Globe and Mail.
22. ↑  Vitiello 1994, tr. 36.
23. ↑  Wong 2007, tr. 325.
24. 1 2  Wong 2007, tr. 296.
25. ↑  Minford 2006, tr. xvii.
26. ↑  Vitiello 1994, tr. 35.
27. ↑  Guo 2010, tr. 249.